# TABA-Flug 800
Der TABA-Flug 800 (Flugnummer: T2 800) war ein inländischer Flug der brasilianischen Fluggesellschaft Transportes Aéreos da Bacia Amazônica (TABA) von Belém nach Cuiabá mit Zwischenstopps in Altamira, Santarém, Itaituba und Alta Foresta. Am 6. Juni 1990 verunfallte auf diesem Flug eine Fairchild-Hiller FH-227B, nachdem ein Pilot die Maschine kurz vor der Landung ins Gelände flog. Bei dem Zwischenfall kamen 22 von 42 Personen an Bord ums Leben. Wie sich später herausstellte, war der Kapitän übernächtigt, weil er seine Ruhezeit vor dem Flug nicht im erforderlichen Maße zum Schlafen genutzt hatte.

## Maschine
Das betroffene Flugzeug war eine 1967 gebaute Fairchild-Hiller FH-227B mit der Modellseriennummer 570. Die Maschine des US-amerikanischen Herstellers Fairchild-Hiller war eine aus einem Lizenzfertigungsvertrag mit Fokker zur Fertigung der Fokker F-27 in Form der baugleichen Fairchild F-27 weiterentwickelte Variante. Die FH-227 besaß im Vergleich zu der Fokker/Fairchild F-27 einen verlängerten Rumpf. Das zweimotorige Kurzstreckenflugzeug war mit 2 Turboprop-Triebwerken des Typs Rolls-Royce Dart ausgestattet.
Die bei dem Unfall zerstörte Maschine trug das Luftfahrzeugkennzeichen PT-ICA. Nach ihrer Auslieferung an den Erstkunden Chesapeake & Ohio Railway Co. im Jahr 1967 war die Maschine mit dem Luftfahrzeugkennzeichen N227V in Betrieb, später als N9NL für Nitro 9 Lubricants & Fuel und ab dem 13. Juli 1976 für die iranische Pars Air als EP-PAR. Bei der TABA war die Maschine schließlich ab Juni 1983 in Betrieb.

## Flugplan
Der TABA-Flug 800 sollte in den frühen Morgenstunden des 6. Juni auf dem Flughafen Belém beginnen und zum Flughafen Cuiabá führen, wobei planmäßige Stopps auf den Flughäfen Altamira, Santarém, Itaituba und Alta Foresta vorgesehen waren.

## Vor dem Flug
Der Kapitän, der die Maschine am 6. Juni 1990 auf TABA-Flug 800 steuerte, war bereits am 5. Juni als Pilot eingesetzt worden und war in einem Zeitrahmen von 24 Stunden auf den TABA-Flügen 814 und 815 insgesamt 4,5 Stunden geflogen. Anstatt sich eine Ruhepause zu gönnen, zog es der Kapitän vor, in seiner Zeit zwischen den Schichten verschiedene Arbeiten zu Hause zu erledigen, womit er sich von 09:50 Uhr bis mindestens 21:30 Uhr beschäftigte. Nachdem er anschließend nicht mehr als fünf Stunden geschlafen hatte, kehrte der Kapitän schlecht gelaunt an seinen Arbeitsplatz als Pilot zurück.

## Unfallhergang
Die Maschine hob noch in der Dunkelheit in den frühen Morgenstunden des 6. Juni in Belém ab. Beim Anflug auf Altamira, wo der erste Zwischenstopp vorgesehen war, herrschten Nachtflugbedingungen. Die Piloten führten einen Instrumentenanflug auf Bahn 07 durch, wobei ihnen bekannt war, dass sie auf dem Weg eine Nebelbank durchfliegen mussten. Es gehörte zur gängigen Praxis für die Piloten, derartige Anflüge nach Sichtflugregeln durchzuführen. Die Piloten flogen in die Nebelbank und erwarteten, dass sie diese noch vor der Landebahnschwelle durchfliegen würden. Aus diesem Grund brach der Kapitän den Instrumentenanflug ab und wechselte in den Sichtflug. Die Piloten flogen im Anflug auf die Landebahn eine Platzrunde und informierten die Luftaufsicht, dass sie das Fahrwerk ausgefahren hätten. Die Maschine sank kurz darauf unter die Mindestflughöhe. Sie kollidierte mit Bäumen und stürzte 850 Meter vor der Landebahn zu Boden. Von den 42 Personen an Bord starben 22.